# Romain Faivre
Romain Faivre (Asnières-sur-Seine, 14 juli 1998) is een Frans voetballer die doorgaans speelt als middenvelder. In juli 2023 verruilde hij Olympique Lyon voor Bournemouth.

## Clubcarrière
Faivre speelde in de jeugd van Gennevilloise en Racing Club, alvorens hij in 2014 bij Tours kwam te spelen. Bij die club werkte hij drie seizoenen in het tweede elftal af, dat uitkwam op het vierde niveau. Medio 2017 nam AS Monaco de middenvelder over en een halfjaar later tekende hij zijn eerste professionele contract. Zijn debuut in het eerste elftal maakte Faivre op 19 december 2018, in de strijd om de Coupe de la Ligue. Op die dag werd in het eigen Stade Louis II gespeeld tegen FC Lorient. Faivre mocht van coach Thierry Henry in de basisopstelling starten en hij zag Giulian Biancone op aangeven van Youri Tielemans de score openen. Een minuut voor tijd werd Faivre gewisseld ten faveure van Han-Noah Massengo en er zou niet meer gescoord worden, waardoor Monaco met 1–0 won. Naast één competitiewedstrijd en drie bekeroptredens kwam Faivre alleen uit voor het tweede elftal.
In de zomer van 2020 nam Stade Brestois hem voor een bedrag van circa vierhonderdduizend euro over. Na een halve jaargang werd zijn contract opengebroken en verlengd tot en met het seizoen 2024/25. In januari 2022 maakte Faivre voor een bedrag van circa vijftien miljoen euro de overstap naar Olympique Lyon, waar hij zijn handtekening zette onder een verbintenis voor de duur van vierenhalf jaar. Een jaar na zijn aankoop verhuurde Lyon hem aan FC Lorient.
Medio 2023 nam Bournemouth hem over voor circa vijftien miljoen euro en hij werd voor het seizoen 2023/24 opnieuw verhuurd aan FC Lorient. In januari 2024 werd deze verhuurperiode afgebroken. Tijdens de tweede seizoenshelft speelde Faivre vijf competitiewedstrijden voor Bournemouth. In de zomer van 2024 werd de Fransman verhuurd aan zijn oude club Stade Brestois.

## Clubstatistieken
| Seizoen | Club             | Competitie     | Competitie | Competitie | Beker | Beker | Internationaal | Internationaal | Totaal | Totaal |
| Seizoen | Club             | Competitie     | Wed.       | Dlp.       | Wed.  | Dlp.  | Wed.           | Dlp.           | Wed.   | Dlp.   |
| ------- | ---------------- | -------------- | ---------- | ---------- | ----- | ----- | -------------- | -------------- | ------ | ------ |
| 2014/15 | Tours II         | CFA 2          | 1          | 0          | —     | —     | —              | —              | 1      | 0      |
| 2015/16 | Tours II         | CFA 2          | 3          | 0          | —     | —     | —              | —              | 3      | 0      |
| 2016/17 | Tours II         | CFA 2          | 8          | 1          | —     | —     | —              | —              | 8      | 1      |
| 2017/18 | AS Monaco II     | CFA            | 20         | 2          | —     | —     | —              | —              | 20     | 2      |
| 2018/19 | AS Monaco        | Ligue 1        | 1          | 0          | 3     | 0     | —              | —              | 4      | 0      |
| 2018/19 | AS Monaco II     | CFA            | 21         | 2          | —     | —     | —              | —              | 21     | 2      |
| 2019/20 | AS Monaco II     | CFA            | 21         | 5          | —     | —     | —              | —              | 21     | 5      |
| 2020/21 | Stade Brestois   | Ligue 1        | 36         | 6          | 1     | 0     | —              | —              | 37     | 6      |
| 2021/22 | Stade Brestois   | Ligue 1        | 21         | 7          | 1     | 1     | —              | —              | 22     | 8      |
| 2021/22 | Olympique Lyon   | Ligue 1        | 14         | 3          | 0     | 0     | 4              | 0              | 18     | 3      |
| 2022/23 | Olympique Lyon   | Ligue 1        | 10         | 0          | 0     | 0     | —              | —              | 10     | 0      |
| 2022/23 | → FC Lorient     | Ligue 1        | 16         | 5          | 1     | 0     | —              | —              | 17     | 5      |
| 2023/24 | Bournemouth      | Premier League | —          | —          | —     | —     | —              | —              | 0      | 0      |
| 2023/24 | → FC Lorient     | Ligue 1        | 17         | 5          | 0     | 0     | —              | —              | 17     | 5      |
| 2023/24 | Bournemouth      | Premier League | 1          | 0          | 0     | 0     | —              | —              | 1      | 0      |
| 2024/25 | → Stade Brestois | Ligue 1        | 20         | 3          | 4     | 0     | 8              | 0              | 32     | 3      |
| Totaal  | Totaal           | Totaal         | 210        | 39         | 10    | 1     | 12             | 0              | 232    | 40     |

Bijgewerkt op 20 juli 2025.